# Francesco de Sanctis
Pour les articles homonymes, voir De Sanctis.
Francesco de Sanctis (né le 28 mars 1817 à Morra Irpino (aujourd'hui Morra De Sanctis), Campanie et mort le 29 décembre 1883 à Naples) est un écrivain, critique littéraire, philosophe et universitaire italien, généralement considéré comme le plus important spécialiste de littérature italienne au XIXe siècle. Il fut également un homme politique, député et ministre de l'Instruction publique.

## Biographie
Après avoir effectué ses études secondaires à Naples, Francesco De Sanctis se forme auprès de Basilio Puoti. Il enseigne ensuite dans un cours privé. Impliqué dans le gouvernement révolutionnaire napolitain établi en 1848, il est emprisonné pendant trois ans à Naples. Ayant acquis une réputation européenne par sa critique de l'œuvre de Dante, il est nommé professeur à Zurich.
En 1860, il est nommé ministre de l'Instruction publique à Naples, poste qu'il occupera à nouveau en 1878-1879. Élu député en 1861, il siège à la Chambre.
De Sanctis devient en 1871 professeur de littérature comparée à l'université de Naples. Son Histoire de la littérature italienne (Storia della letteratura italiana), publiée en deux volumes en 1870 et 1871, est la première du genre.
Il a étudié et défendu les œuvres poétiques des poétesses italiennes Compiuta Donzella et Nina Siciliana, dont l'historicité reste encore débattue dans les milieux universitaires, et a souligné la perfetta semplicità de leur écriture.
Parmi les élèves sur lesquels il a exercé une influence notable, on peut citer le philosophe Benedetto Croce.

## Œuvres
- Saggi critici, Rondinella, Naples, 1849
- La prigione, Benedetto, Turin, 1851
- Schopenhauer e Leopardi, 1858
- Saggi critici, Morano, Naples, 1869
- Storia della letteratura italiana, Morano, Naples, 1870
- Un viaggio elettorale, Morano, Naples, 1876
- Studio sopra Emilio Zola, Rome, XVI, 1878
- Nuovi saggi critici,, Morano, Naples, 1879
- Zola e l'assommoir, Treves, Milan, 1879
- Saggio sul Petrarca, Morano, Naples, 1883
- Studio su G.Leopardi, éd. par R. Bonari, Morano, Naples, 1885
- La giovinezza di Francesco De Sanctis, éd. par Pasquale Villari, Morano, Naples, 1889
- Purismo illuminismo storicismo, scritti giovanili e frammenti di scuola, lezioni, éd. par A. Marinari, 3 vol. , Einaudi, Turin, 1975
- La crisi del romanticismo, scritti dal carcere e primi saggi critici, éd. par M. T. Lanza, introd. de G. Nicastro, Einaudi, Turin, 1972
- Lezioni e saggi su Dante, corsi torinesi, zurighesi e saggi critici, éd. par S. Romagnoli, Einaudi, Turin 1955, 1967
- Saggio critico sul Petrarca, éd. par N. Gallo, introd. de N. Sapegno, Einaudi, Turin, 1952
- Verso il realismo, prolusioni e lezioni zurighesi sulla poesia cavalleresca, frammenti di estetica e saggi di metodo critico, éd. par N. Borsellino, Einaudi, Turin, 1965
- Storia della letteratura italiana, éd. par N. Gallo, introd. de N. Sapegno, 2 vol. , Einaudi, Turin, 1958
- Manzoni, éd. par C. Muscetta et D. Puccini, Einaudi, Turin, 1955
- La scuola cattolica-liberale e il romanticismo a Napoli, éd. par C. Muscetta et G. Candeloro, Einaudi, Turin, 1953
- Mazzini e la scuola democratica, éd. par C. Muscetta et G. Candeloro, Einaudi, Turin, 1951, 1961
- Leopardi, éd. par C. Muscetta et A. Perna, Einaudi, Turin, 1961
- L'arte, la scienza e la vita, nuovi saggi critici, conferenze e scritti vari, éd. par M. T. Lanza, Einaudi, Turin, 1972
- Il Mezzogiorno e lo Stato unitario, scritti e discorsi politici dal 1848 al 1870, éd. par F. Ferri, Einaudi, Turin, 1960
- I partiti e l'educazione della nuova Italia, éd. par N. Cortese, Einaudi, Turin, 1970
- Un viaggio elettorale, seguito da discorsi biografici, dal taccuino elettorale e da scritti politici vari, éd. par N. Cortese, Einaudi, Turin, 1968
- Epistolario (1836-1862), éd. par G. Ferretti, M. Mazzocchi Alemanni et G. Talamo, 4 vol.  1956-1969
- Lettere a Pasquale Villari, éd. par Felice Battaglia, Einaudi, Turin, 1955
- Lettere politiche (1865-80), éd. par A. Croce et G. B. Gifuni, Ricciardi, Milan-Naples, 1970
- Lettere a Teresa, éd. par A. Croce, Ricciardi, Milan-Naples, 1954
- Lettere a Virginia, éd. par Benedetto Croce, Laterza, Bari, 1917
- Mazzini, éd. par Vincenzo Gueglio, Gênes, Fratelli Frilli, 2005  (ISBN 88-7563-148-4)